# Coccophagus lutescens
Coccophagus lutescens är en stekelart som beskrevs av Compere 1931. Coccophagus lutescens ingår i släktet Coccophagus och familjen växtlussteklar.
Artens utbredningsområde är Kenya. Inga underarter finns listade i Catalogue of Life.